# Leandro Remondini
Leandro Remondini (Verona, 17 de novembro de 1917 - 9 de janeiro de 1979) foi um futebolista e treinador italiano que atuava como meio-campo.

## Carreira
Leandro Remondini fez parte do elenco da Seleção Italiana de Futebol na Copa do Mundo de 1950, no Brasil.